# 李明克
李明克（1951年—），河北人，汉族，中华人民共和国商人、第十一届全国人民代表大会辽宁地区代表。
毕业于大连理工大学工商管理专业。加入中共，担任五矿发展股份有限公司副总经理、五矿营口中板有限责任公司董事长。2008年起担任全国人大代表。